# Mecyclothorax obscuricornis
Mecyclothorax obscuricornis är en skalbaggsart som beskrevs av Sharp 1903. Mecyclothorax obscuricornis ingår i släktet Mecyclothorax och familjen jordlöpare. Inga underarter finns listade i Catalogue of Life.